# Yenibademli (Gökçeada)
Yenibademli ist ein Dorf auf der türkischen Insel Gökçeada / Imvros im Ägäischen Meer. Der Ort liegt im Norden der Insel südlich des Hafenortes Kaleköy / Kastro am Rande der Büyükdere-Ebene.
Yenibademli wurde 1984 gegründet. Die meisten Neusiedler, 409 Personen, kamen aus Sütçüler (Provinz Isparta). Dazu gesellten sich 125 Fischer von der Schwarzmeerküste aus den Provinzen Samsun, Giresun, Ordu und Trabzon. Der Ort hat eine Grundschule und eine Moschee. Die Bevölkerung betreibt Landwirtschaft, Viehzucht und Fischerei. Heute wird der Tourismus zunehmend wichtiger und es gibt mittlerweile mehrere Herbergen.
Südlich des Dorfes wurde auf dem Yenibademli Höyük eine frühbronzezeitliche Stadt ausgegraben.